# Serapione il Giovane
Serapione il Giovane o Ibn Sarabi (fl. XII secolo) è stato un medico arabo, noto per essere stato l'autore del De simplici medicina, conosciuto come Liber Serapionis.

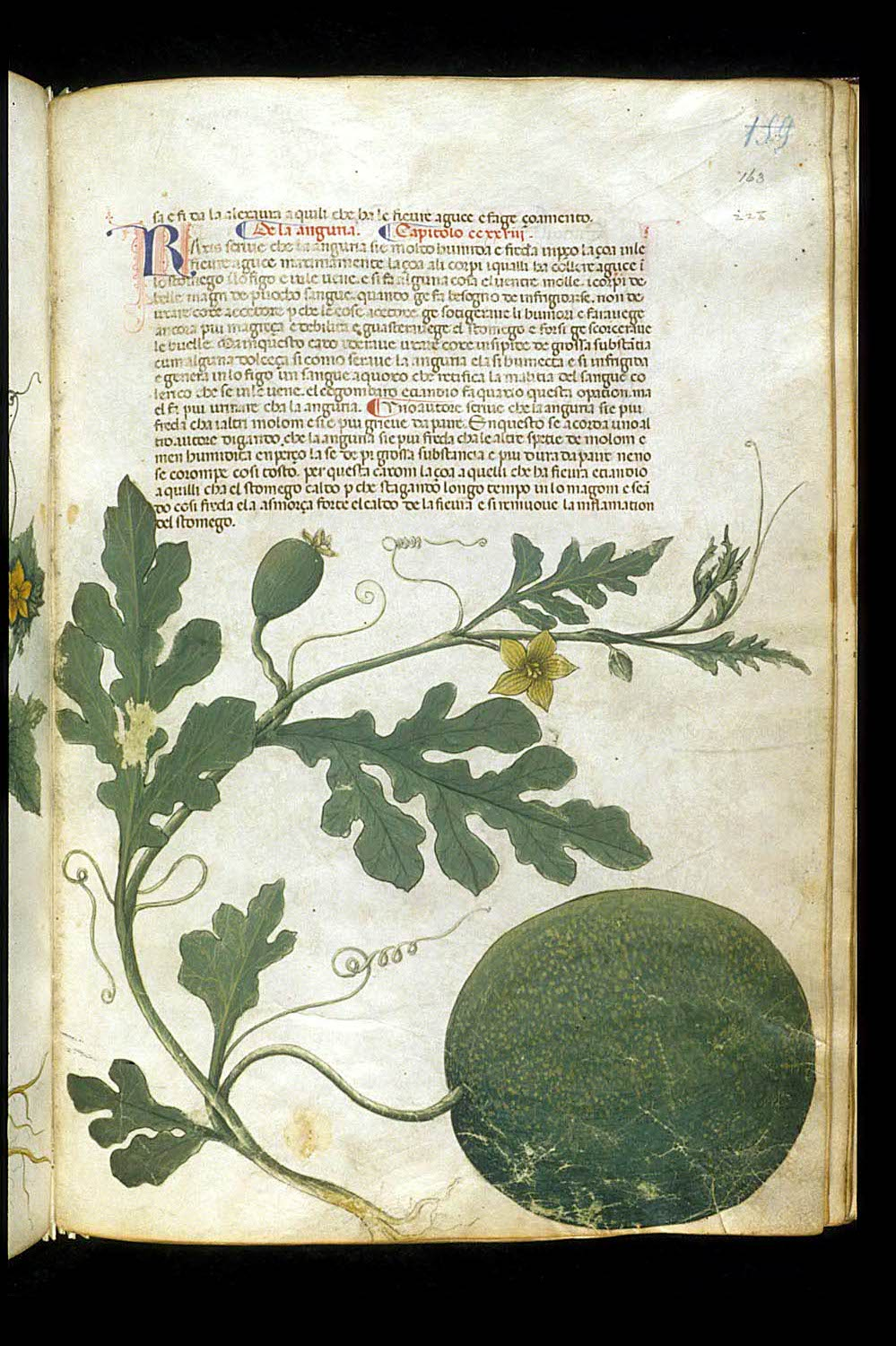
Tavola raffigurante un melone, dal " Erbario Carrara", circa 1400, una traduzione padovana della versione latina del libro di Serapione il Giovene

È chiamato "il Giovane" per distinguerlo da Serapione il Vecchio (Yahya ibn Sarafyun), un precedente medico arabo medievale. Si pensa che abbia operato e scritto nel dodicesimo secolo, ma rimane possibile che abbia scritto anche agli inizi del tredicesimo.
Non ci sono notizie sulla sua vita, ma alcuni indizi suggeriscono che possa essere stato cristiano.